# Maria Lassnig Stiftung
Die Maria Lassnig Stiftung ist eine im Jahr 2001 gegründete gemeinnützige Stiftung in Wien, die sich dem Werk der namensgebenden österreichischen Künstlerin widmet. Zweck der Stiftung ist nach dem Willen von Maria Lassnig die „Erhaltung und öffentliche Präsentation des Lebenswerkes der Stifterin und die Erhaltung ihres künstlerischen Werkes für die Allgemeinheit“.

## Aktivitäten und Organisation
Die von Maria Lassnig nach jahrzehntelanger Vorbereitung gegründete Stiftung wirkt weltweit an Ausstellungen mit, um die regelmäßige Präsenz ihres Werks in der nationalen und internationalen Wahrnehmung zu gewährleisten. Sie befasst sich mit der Erstellung eines umfassenden Werkverzeichnisses sowie mit der restauratorischen Erfassung und Inventarisierung der Werke in der stiftungseigenen Sammlung. Des Weiteren betreibt die Stiftung Forschungskooperationen zum Werk der Künstlerin und unterstützt und entwickelt Publikationen und Medienprodukte.
Nach außen hin wird die Stiftung in sämtlichen Belangen von einem Vorstand vertreten, dem folgende Personen angehören: Peter Pakesch als Vorsitzender, Hans Werner Poschauko, Georg Geyer, Matthias Mühling, Friedrich Petzel, Gabriele Wimmer und Iwan Wirth. Zudem hat die Stiftung einen Beirat, in dem Sebastian Egenhofer, Anita Haldemann, Antonia Hoerschelmann, Kasper König, Hans Ulrich Obrist und Ralph Ubl vertreten sind.
Ihren Sitz hat die Maria Lassnig Stiftung in den ehemaligen Atelierräumen der Künstlerin in der Gurkgasse im 14. Wiener Gemeindebezirk Penzing, wo auch der Kernbestand der Stiftungssammlung zukünftig zugänglich sein soll. Die Stiftung wird ausschließlich aus dem materiellen Vermögen Maria Lassnigs finanziert.
Für Angelegenheiten der Werknutzung wurde eine GmbH gegründet, die Maria Lassnig Werknutzungs-GmbH.
- Maria-Lassnig-Preis: Die Stiftung vergibt zweijährlich den Maria Lassnig Preis, der von der Künstlerin noch zu ihren Lebzeiten angedacht wurde. Er soll vorzugsweise an Künstler oder Künstlerinnen vergeben werden, die sich in der Mitte ihrer Karriere befinden. Der Kunstpreis ist mit EUR 50.000 dotiert und mit einer Ausstellung in einem bedeutenden Ausstellungsinstitut verbunden. Erste Preisträgerin wurde 2017 die britische Künstlerin Cathy Wilkes, die Ausstellung ihres Werks fand 2017/2018 im MoMA PS1 statt.[3] 2019 wurde der Preis an Sheela Gowda verliehen, die mit einer Einzelausstellung im Münchner Lenbachhaus geehrt wurde.[4] Für 2021 wurde der Preis dem aus Ghana stammenden Maler Atta Kwami zuerkannt.[5]